# Fodor László (újságíró)
Fodor László (Miskolc, 1931. július 8. – 2015. szeptember 10.) magyar újságíró, szerkesztő, politikus, a Népszava főszerkesztője 1982 és 1989 között, 1985-től 1990-ig országgyűlési képviselő.

## Élete
Édesapja dróthúzó munkás volt. 1950-ben érettségizett, ekkor a Magyar Dolgozók Pártjának tagja lett. Egyetemista korától jelentek meg írásai, a debreceni Kossuth Lajos Tudományegyetemen szerzett diplomát. A Magyar Távirati Iroda (MTI) miskolci irodájának munkatársa volt, majd az Észak-Magyarország gyakornoka lett. 
1956 után belépett az MSZMP-be és elvégezte a Politikai Főiskolát. Az Észak-Magyarország belpolitikai rovatvezetője, a lap főszerkesztő-helyettese, majd 1968-ban főszerkesztője lett. 1971-től az MSZMP KB sajtóosztályának alosztályvezetője volt. Időközben bölcsészettudományi doktorátust szerzett. 1972-ben Rózsa Ferenc-díjjal tüntették ki. 1982 őszén a Népszava főszerkesztője lett, 1989-ben nyugdíjazták. Utóda Pálfy G. István lett. 
1985. június 8-án Sátoraljaújhely országgyűlési képviselőjévé választották. 1990-ben visszavonult a politikától. 1986-tól a Népszava Barátság Klub elnöke volt.

## Díjai, elismerései
- Magyar Szabadság Érdemrend bronz fokozata (1958)[4]
- Munka Érdemrend ezüst fokozata (1967)[5]
- Rózsa Ferenc-díj (1972)
- Munka Érdemrend arany fokozata (1977, 1982)[6][7]